# R.D. Wingfield
Rodney David Wingfield, född 6 juni 1928, död 31 juli 2007, var en brittisk kriminalförfattare. Han är mest känd som författare till de populära böckerna som ligger bakom TV-serien Ett fall för Frost med David Jason i huvudrollen.

## Biografi
Wingfield föddes i London. Fram till 1970-talet jobbade han på ett internationellt oljebolag, men skrev radiopjäser. Han blev så framgångsrik att han kunde försörja sig som författare.

### Frost
År 1972 fick Wingfield ett förskott på 50 pund från förlaget Macmillan Publishers för en kriminalroman. Wingfield skrev då Frost at Christmas, vilken förlaget dock refuserade. Rollfiguren kommissarie Jack Frost återanvändes i en radiopjäs fem år senare kallad Three Days of Frost. I den spelade Leslie Sands Frost, som förblev Wingfields favorit i rollen. Frost at Christmas publicerades till slut efter tolv år i Kanada 1984 och i England 1989. Vid det laget hade en andra radiopjäs haft premiär A Touch of Frost, vilken också adapterades till den andra romanen 1990. 
Det var TV som gjorde Frost känd, efter TV-serien Ett fall för Frost, med David Jason i huvudrollen, som hade premiär 1992. Jason hade läst den andra boken under en semester och gillat den. Wingfield var dock mindre entusiastisk över TV-serien och sa: "Jag har inget alls emot David Jason som Frost, han är bara inte min Frost". Wingfield påstod att han aldrig tittade på TV-serien, eftersom han inte ville få sin bild av rollfiguren Frost förändrad. 
Fem romaner om kommissarie Jack Frost publicerades medan Wingfield var i livet, varav de två första är översatta till svenska. En sjätte bok, som Wingfield skrev klar under sina sista månader, publicerades postumt i april 2008.
20 januari 2011 publicerades i England en ny bok om Kommissarie Frost kallad First Frost. Den är skriven av James Henry och utspelar sig i början av Frosts karriär 1981. Boken finns också på CD i en förkortad ljudboksversion, inläst av David Jason.

### Privatliv och sista år
Wingfield levde självvalt anonymt i Essex med sin fru (som avled i januari 2004) och ett barn. Han avled till följd av cancer.